# Мартинівка (Чорноострівська селищна громада)
Марти́нівка — село в Україні, у Чорноострівській селищній територіальній громаді Хмельницького району Хмельницької області. Населення становить 384 особи.
Уродженцем села є Попов Олександр Володимирович — старший солдат Збройних сил України, учасник російсько-української війни 2014—2017.

## Населення

### Мова
Розподіл населення за рідною мовою за даними перепису 2001 року:
| Мова       | Кількість | Відсоток |
| ---------- | --------- | -------- |
| українська | 380       | 98.96%   |
| російська  | 3         | 0.78%    |
| циганська  | 1         | 0.26%    |
| Усього     | 384       | 100%     |

### Чисельність
| 1939 | 1959 | 1970 | 1979 | 1989 | 2001 | 2015 |
| ---- | ---- | ---- | ---- | ---- | ---- | ---- |
| ▲46  | ▲97  | ▲211 | ▲242 | ▲372 | ▲384 | ▼381 |

## Галерея

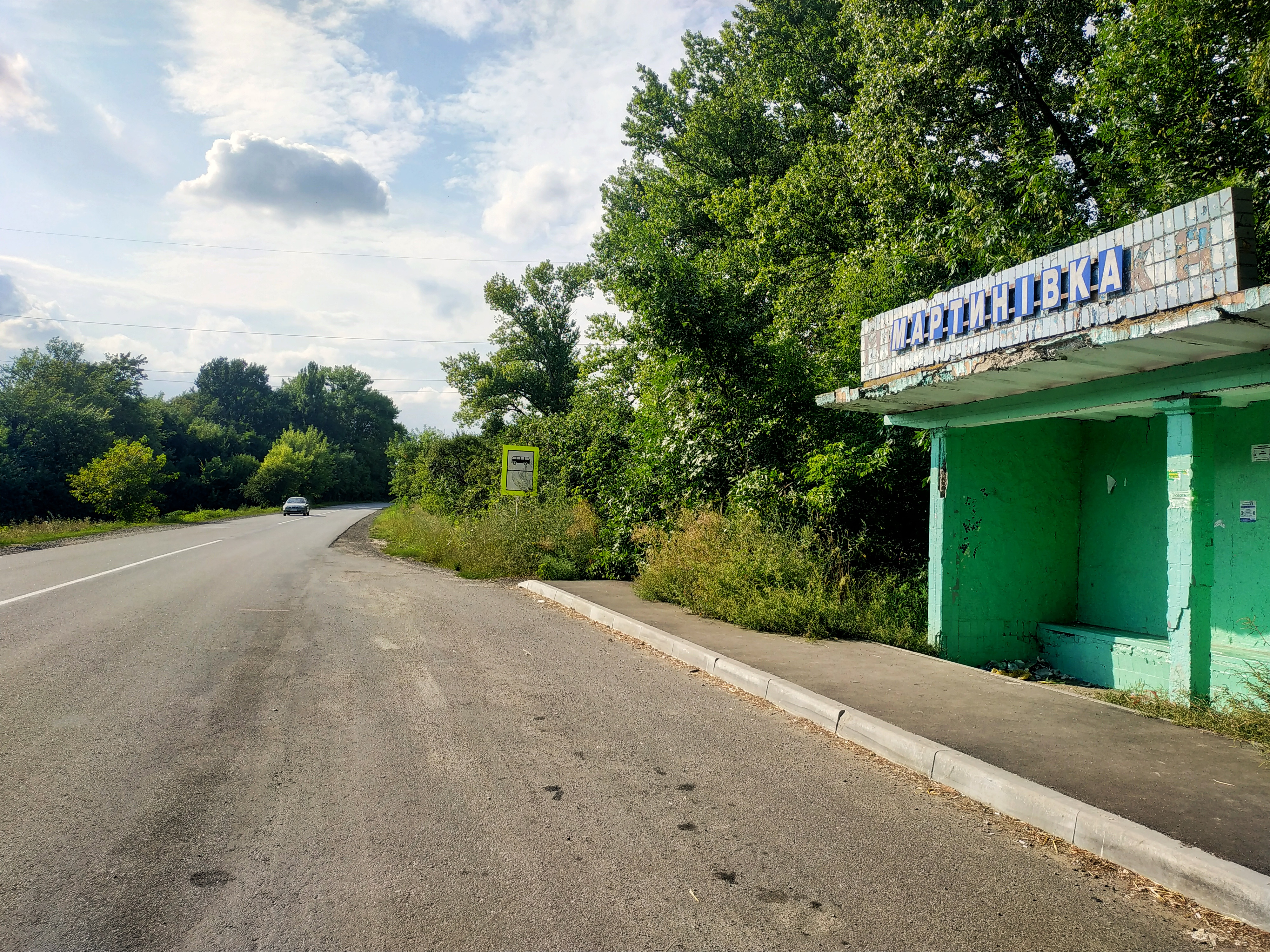
Автобусна зупинка неподалік села
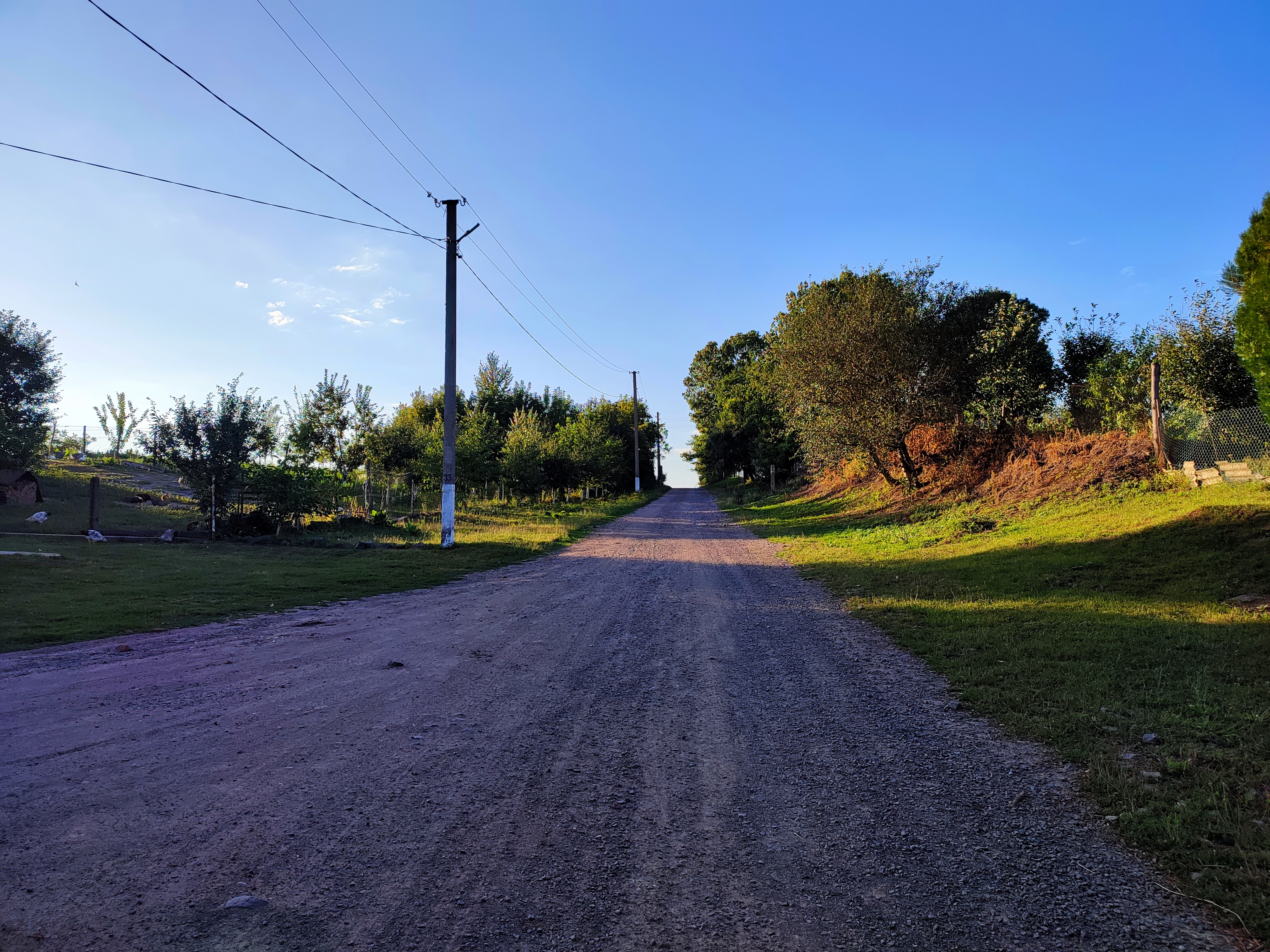
Вулиця Чапаєва
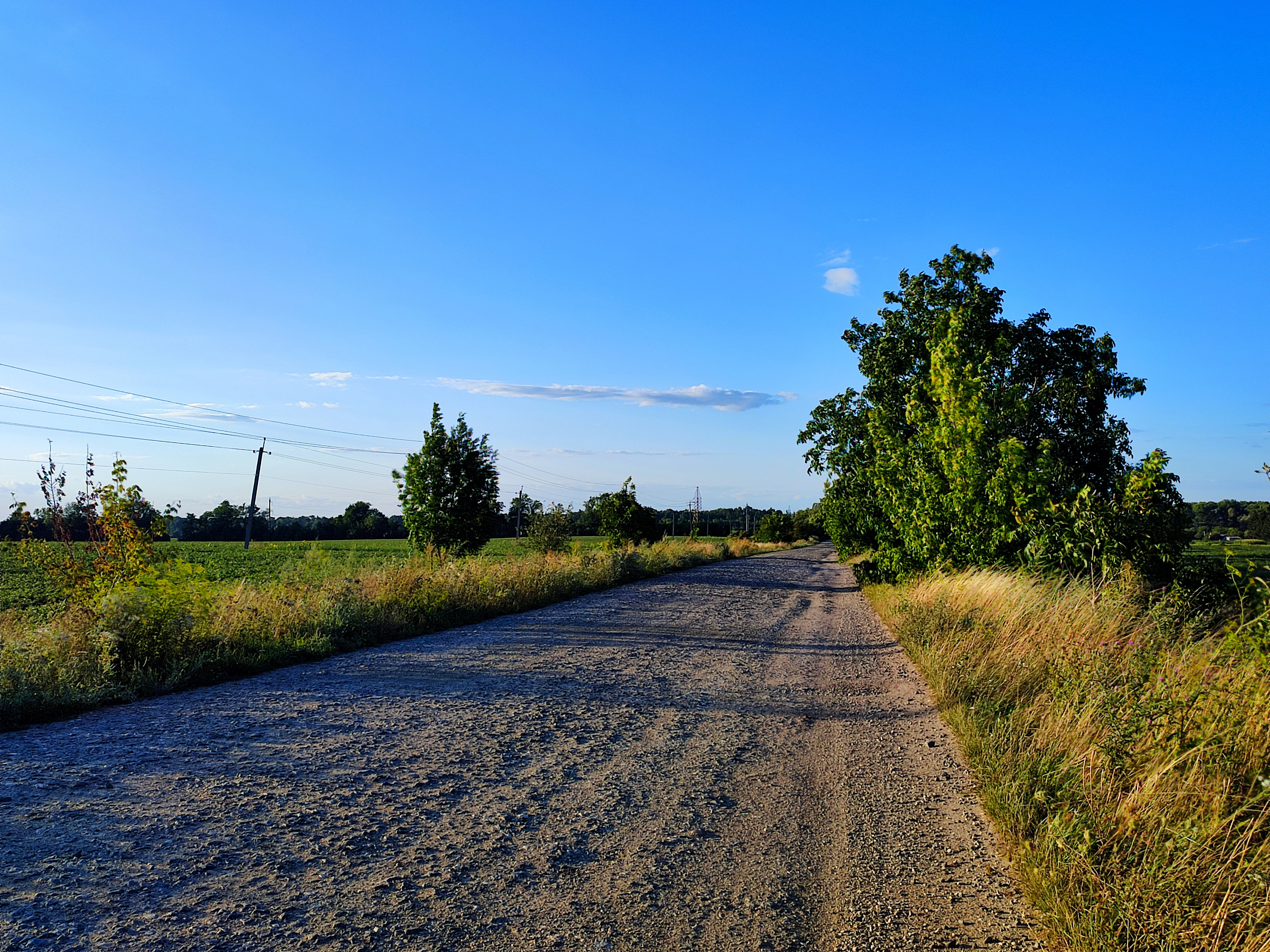
Вулиця Чапаєва
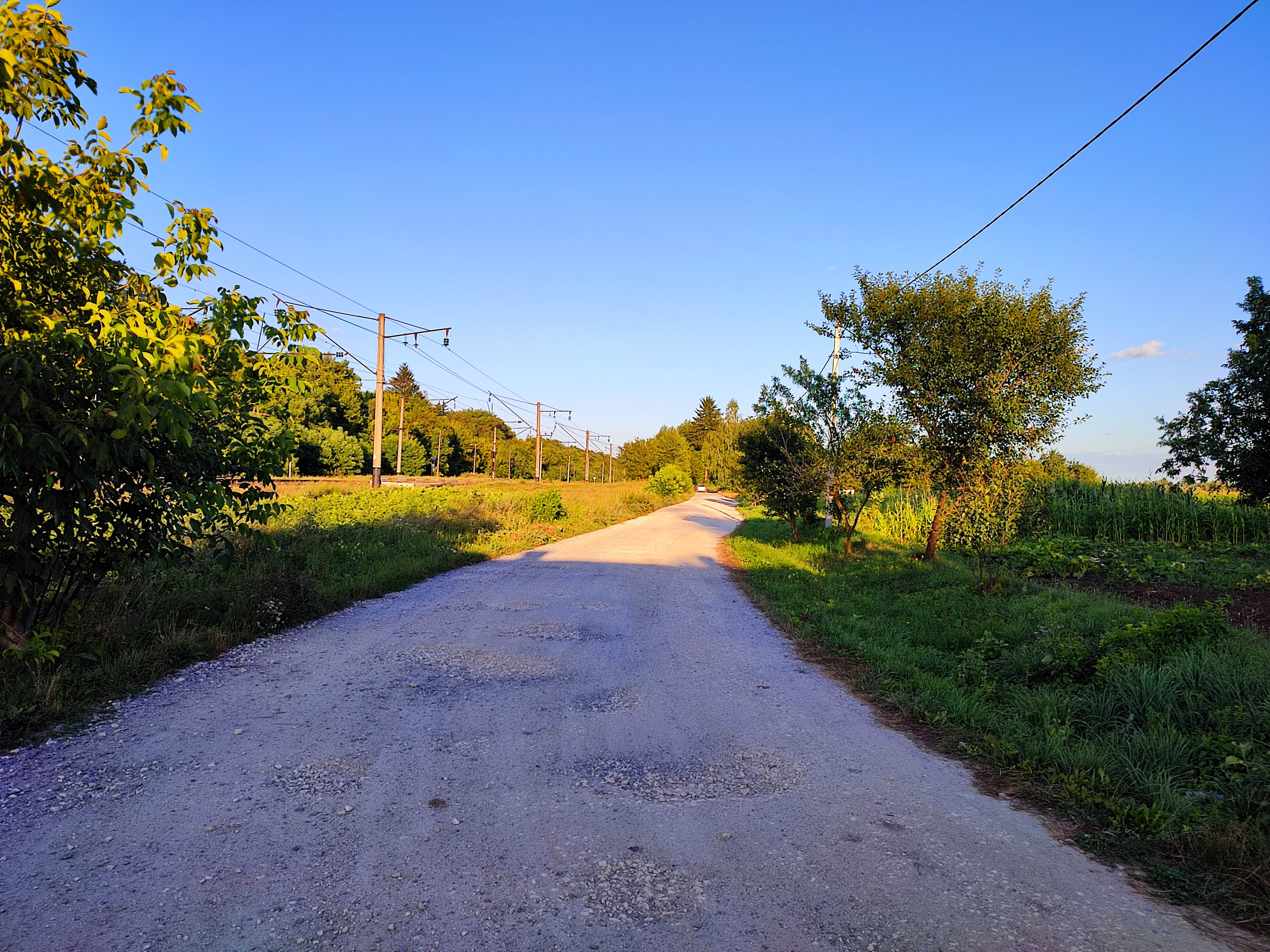
Вулиця Центральна
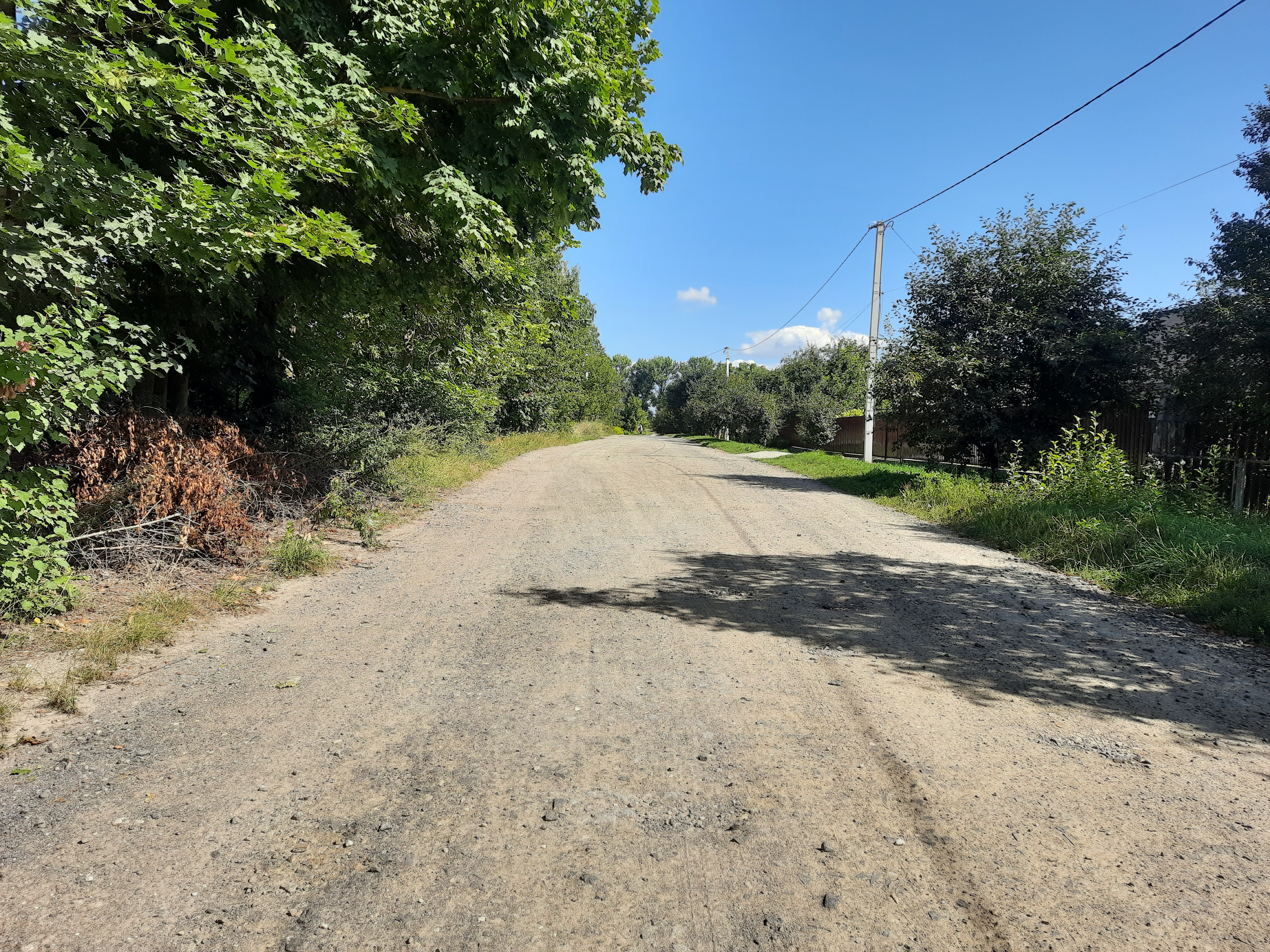
Сільська вулиця
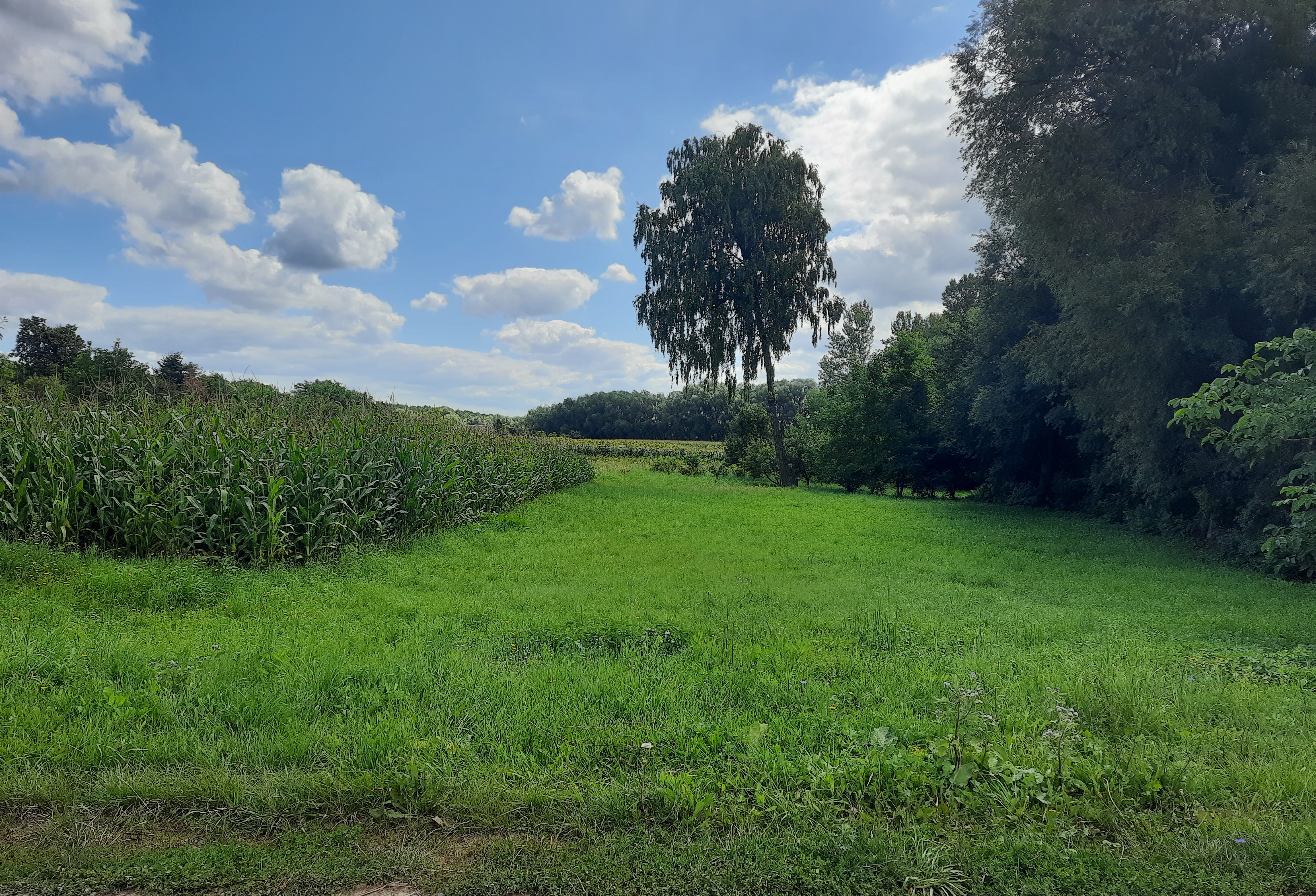
Краєвид біля села